# Frank Pantridge
 (janvier 2023).
James Francis Pantridge, né le 3 octobre 1916 et mort le 26 décembre 2004, est un médecin, cardiologue et professeur nord-irlandais qui a transformé la médecine d'urgence et les services paramédicaux avec l'invention du défibrillateur automatique externe portable.

## Enfance
Frank Pantridge naît à Hillsborough (comté de Down), en Irlande du Nord, le 3 octobre 1916. Il fait ses études à la Friends' School Lisburn et à la Queen's University de Belfast, où il obtient un diplôme de médecine en 1939.

## Service militaire
Pendant la Seconde Guerre mondiale, il sert dans l'Armée britannique. Il est versé dans le Royal Army Medical Corps en tant que lieutenant le 12 avril 1940. Il reçoit le numéro de matricule 128673. Il est décoré de la croix militaire à la Bataille de Singapour, pendant laquelle il est fait prisonnier. Il passe une grande partie de sa captivité comme travailleur esclave sur le ligne Siam-Birmanie. Lorsqu'il est libéré à la fin de la guerre, Pantridge est émacié et a contracté le béribéri. il souffre de problèmes de santé liés à cette maladie tout le reste de sa vie,.

## Carrière médicale
Après sa libération, Frank Pantridge  travaille comme chargé de cours au département de pathologie de l'université Queen's, puis obtient une bourse d'études à l'université du Michigan, où il étudie sous la direction de Frank Norman Wilson (en), cardiologue et expert en électrocardiographie.
Il retourne en Irlande du Nord en 1950. Il est nommé consultant en cardiologie à l'hôpital Royal Victoria de Belfast et professeur à l'université Queen's, où il reste jusqu'à sa retraite en 1982. Il y crée une unité spécialisée en cardiologie.
En 1957, Pantridge et son collègue, le Dr John Geddes, mettent en œuvre un système moderne de réanimation cardio-pulmonaire (RCP) pour le traitement précoce des arrêts cardiaques. Des études plus approfondies l'amènent à constater que de nombreux décès sont dus à une fibrillation ventriculaire qui devrait être traitée avant l'admission du patient à l'hôpital. C'est ainsi qu'il crée l'unité mobile de soins coronariens (MCCU), une ambulance dotée d'un équipement et d'un personnel spécialisés pour fournir des soins préhospitaliers.
Alors qu'il vivait dans la région de Poleglass (en), pour augmenter l'utilisation d'un traitement précoce, Pantridge développe le défibrillateur portable et, en 1965, installe une première version dans une ambulance de Belfast. Il pesait 70 kg et fonctionnait avec des batteries de voiture, mais en 1968, il conçoit un instrument ne pesant que 3 kg, incorporant un condensateur miniature fabriqué pour la NASA. Une grande partie des recherches de Pantridge ont été menées aux côtés de son collègue John Anderson (inventor) (en), le chef du service d'ingénierie biomédicale du Royal Victoria Hospital, qui cofondera la société Heartsine,.
Ses travaux ont été étayés par des enquêtes cliniques et des études épidémiologiques publiées dans des revues scientifiques, en particulier un article influent de 1967 du Lancet. Grâce à ces développements, le système de traitement de Belfast, souvent connu sous le nom de "plan Frank Pantridge", est adopté dans le monde entier par les services médicaux d'urgence. Le défibrillateur portable est reconnu comme un outil essentiel des premiers secours, et le perfectionnement par Frank Pantridge du défibrillateur automatique externe (DEA) a permis son utilisation en toute sécurité par le public.
Bien qu'il soit connu dans le monde entier comme le « père de la médecine d'urgence », Frank Pantridge était moins reconnu dans son propre pays, et il était attristé qu'il ait fallu attendre 1990 pour que toutes les ambulances de première ligne au Royaume-Uni soient équipées de défibrillateurs.

## Honneurs et décorations
Frank Pantridge est décoré de la croix militaire « en reconnaissance de sa bravoure remarquable en Malaisie en 1942 » :

« Cet officier travaille sans relâche dans les conditions les plus défavorables de bombardements et d'obus continus et est un exemple inspirant pour tous ceux avec qui il est entré en contact. Il gardait un sang-froid absolu sous les tirs les plus violents. »

En juin 1969, il est nommé officier de l'ordre de Saint-Jean (OStJ) Il est décoré de l'ordre de l'Empire britannique (CBE) dans les New Year Honours de 1979. 
La ville de Lisburn a commandé une statue de Frank Pantridge, qui se dresse à l'extérieur des bureaux du conseil au centre de Lagan Valley Island.
Une Blue plaque à sa mémoire est érigée à l'entrée de l'hôpital Royal Victoria de Belfast en 2021.

## Décès
Frank Pantridge décède à l'âge de 88 ans le Boxing Day 2004. Il n'était pas marié.